# (33263) Willhutch
1998 HP53 (asteroide 33263) é um asteroide da cintura principal. Possui uma excentricidade de 0.07104750 e uma inclinação de 2.82025º.
Este asteroide foi descoberto no dia 21 de abril de 1998 por LINEAR em Socorro.